# سان-جوس (آن)
سان-جوس (بالفرنسية: Saint-Just)‏ هي بلدية فرنسية تقع في إقليم الآن. رمز إنسي لها هو:1369. أما الرمز البريدي لها فهو: 1250.